# Konacha

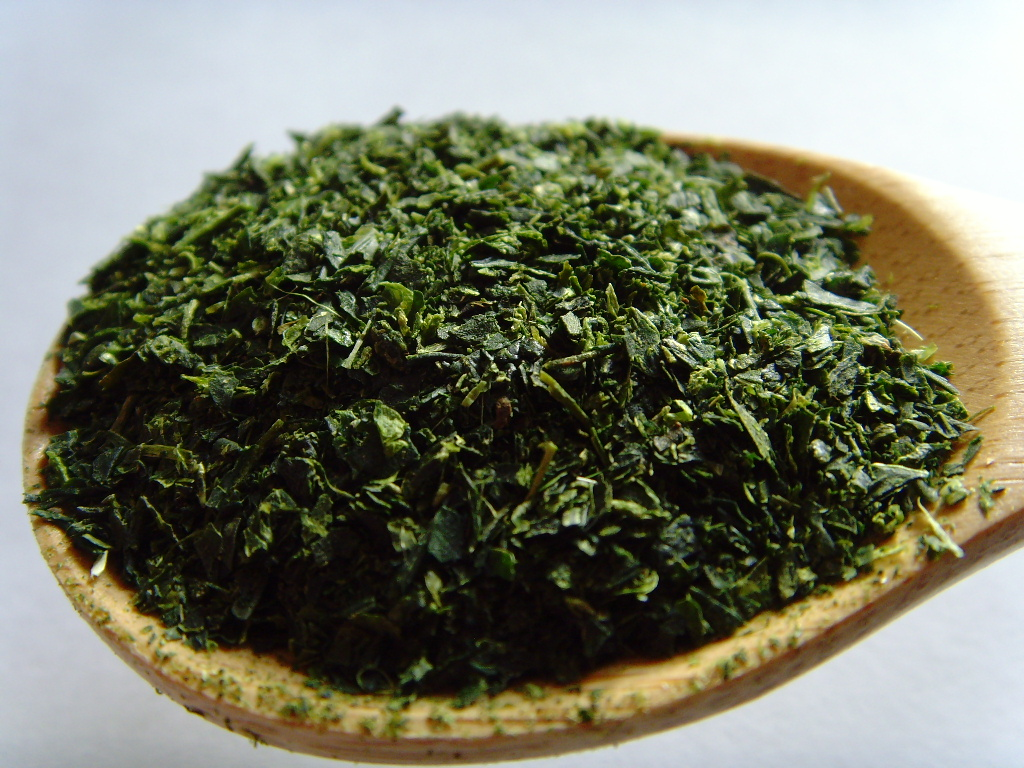
Konacha

Konacha (jap. 粉茶) ist ein japanischer grüner Tee, der aus Teestaub und winzigen Teilchen von Teeblättern besteht, die im Verarbeitungsprozess von Gyokuro oder Sencha herausgesiebt werden. Da die winzigen Partikel sehr gut durch ein Teesieb hindurchgehen, hat der Tee eine kräftige grüne Farbe und einen intensiven Geschmack. Als Agari (jap. 上がり, ein spezieller Name für grünen Tee, der in Sushirestaurants serviert wird) wird typischerweise Konacha verwendet.
Konacha wird in der Regel mit fast kochendem, 95 °C heißem Wasser übergossen und anschließend ca. zwanzig bis dreißig Sekunden ziehen gelassen.